# Pretty Woman
Pretty Woman (bra: Uma Linda Mulher; prt: Um Sonho de Mulher) é um filme de comédia romântica americano de 1990, ambientado em Los Angeles. Escrito por J. F. Lawton e dirigido por Garry Marshall, o filme é estrelado por Richard Gere e Julia Roberts, e dispõe de Hector Elizondo, Ralph Bellamy (em sua performance final) e Jason Alexander em papéis secundários. A história de Pretty Woman se concentra na prostituta de Hollywood e de pouca sorte Vivian Ward que é contratada por um rico empresário, Edward Lewis, para ser sua acompanhante para várias funções empresariais e sociais, e sua relação em desenvolvimento ao longo da estadia de uma semana de Vivian com ele.
Originalmente destinado a ser um conto de advertência sobre a obscura classe de prostituição em Los Angeles, com o nome de "$3 000" (uma referência aos US$ 3 mil que Vivian cobra para passar a semana com Edward) este filme foi remodelado para se tornar uma comédia romântica com um grande orçamento. Foi amplamente bem-sucedido comercialmente e se tornou uma das maiores bilheterias de 1990. Até hoje, Pretty Woman é uma das entradas mais bem sucedidas financeiramente no gênero comédia romântica, com uma renda bruta estimada em US$ 463,4 milhões. É considerado por muitos críticos como o filme de maior sucesso no gênero.
Pretty Woman é um dos filmes mais populares de todos os tempos; se tornou o longa de comédia romântica que mais vendeu ingressos nos Estados Unidos; segundo o site Box Office Mojo, o filme ocupa a primeira posição na lista de filmes do gênero que mais atraiu pessoas no cinema ultrapassando a marca de quarenta e dois milhões e cem mil ingressos vendidos, ficando ligeiramente à frente de My Big Fat Greek Wedding que possui quase quarenta e um milhões e meio de ingressos vendidos.
O filme recebeu uma quantidade moderada de elogios da crítica, especialmente para o desempenho de Julia Roberts, pela qual recebeu um Globo de Ouro e uma indicação para o Oscar de Melhor Atriz. Além disso, o roteirista J. F. Lawton foi nomeado para um prêmio do Writers Guild of America Award e um BAFTA. Este filme foi seguido por uma série de comédias românticas similares, incluindo Noiva em Fuga (1999), que trouxe Gere e Roberts sob a direção de Garry Marshall, mais uma vez.

## Enredo
Uma bela prostituta que trabalha no Hollywood Boulevard recebe ajuda de um rico homem de negócios e acaba sendo contratada por uma semana. No período, torna-se uma jovem elegante que o acompanha em seus compromissos sociais, mas ambos se envolvem e a relação entre o patrão e o empregado se transforma num relacionamento entre homem e mulher.

## Elenco
- Richard Gere como Edward Lewis: um rico homem de negócios impiedoso de Nova York que está sozinho em negócios por uma semana em Los Angeles. No início do filme, ele toma emprestado um Lotus Esprit de seu advogado e, não sendo capaz de conduzi-lo bem, os ventos o fazem se perder numa zona de meretrício. Enquanto pergunta por direções de volta para o Beverly Wilshire Hotel ele encontra uma prostituta chamada Vivian.
- Julia Roberts como Vivian Ward: uma bela prostituta de bom coração na Hollywood Boulevard, que é independente e assertiva, recusando-se a ter um cafetão e ferozmente reservando-se no direito de escolher os seus clientes e o que ela iria fazer e não fazer quando com eles. Ela corre para Edward, um rico empresário, quando ele lhe pede instruções para Beverly Hills. Edward contrata Vivian para por uma noite e lhe oferece US$ 3 mil para passar a semana como sua escolta para compromissos sociais empresariais.
- Ralph Bellamy como James Morse: um empresário e proprietário de uma companhia de baixo desempenho que Edward está interessado em comprar e fecha-la. Edward depois tem uma mudança de coração e oferece a parceria com Morse por um contrato de construção naval da marinha que efetivamente irá fazer sua empresa forte novamente.
- Jason Alexander como Philip Stuckey: advogado insensível de Edward. Philip atormenta Edward depois que vê Vivian e David Morse se dando bem. Depois de saber que Vivian é uma prostituta, Philip faz propostas a ela (que fica consternada). Depois de um negócio lucrativo cair por causa de sentimentos de Edward para Vivian, ele furiosamente tenta forçá-la, mas é interrompido por Edward. O epítome da ganância corporativa, Philip representa o que Edward poderia ter se tornado se não tivesse conhecido Vivian e mudasse sua perspectiva sobre a vida.
- John David Carson como Mark Roth: um empresário no escritório de Edward.
- Laura San Giacomo como Kit De Luca: amiga sábia e colega de quarto de Vivian, que gastou o seu dinheiro da renda em drogas. Após Vivian dar a ela o dinheiro do aluguel e um pouco mais, enquanto dizendo que ela tem "potencial", uma Kit inspirada começa a planejar uma vida fora das ruas.
- Alex Hyde-White como David Morse: o neto de James Morse, que é inteligente e está sendo preparado para assumir a Morse Company, quando seu avô morrer ou se aposentar. Ele joga pólo e pode ter sentimentos por Vivian como ele mostra a ela seu cavalo durante o jogo que Edward e Vivian participam.
- Amy Yasbeck como Elizabeth Stuckey: a esposa de Philip, que gosta de ser o centro das atenções em tudo. Ela é bastante sarcástica para Vivian quando elas se encontram no jogo de pólo, apesar de ela dizer a Edward que Vivian é doce.
- Elinor Donahue como Bridget: uma amiga de Barney Thompson, que trabalha em uma loja de roupas femininas e é convidada por Barney para ajudar Vivian comprar um vestido depois de Vivian ter um encontro com duas mulheres esnobes em outra loja de vestidos.
- Hector Elizondo como Barnard "Barney" Thompson: o gerente de bom coração de ouro do hotel. Num primeiro momento, Barnard não esconde seu desdém por Vivian, mas ele acabou fazendo amizade com ela, ajudá-la a comprar um vestido de cocktail, e dá-lhe lições de boas maneiras à mesa.
- Judith Baldwin como Susan: uma das ex-namoradas de Edward, com quem Edward se reúne no início do filme. Ela se casou e revela a Edward que sua secretária era uma de suas damas de honra.
- Laurelle Brooks Mehus como a recepcionista da noite onde, entre outras cenas ela compartilhou cena do hotel de abertura com Vivian e Edward.
- James Patrick Stuart como o carregador do dia que carrega roupas novas de Vivian para ela depois de sua maratona de compras.
- Dey Young como a vendedora esnobe em uma loja de vestidos.
- Larry Miller como Sr. Hollister: o vendedor da loja de roupas onde Vivian compra seu vestido cocktail e muitas outras roupas usando cartão de crédito de Edward.

## Produção

### Desenvolvimento
Pretty Woman foi inicialmente concebido para ser um drama sombrio sobre prostituição em Los Angeles na década de 1980. A relação entre Vivian e Edward também originalmente abrigava temas polêmicos, incluindo o conceito de ter Vivian viciada em drogas; parte do acordo era que ela tinha que ficar fora de cocaína durante uma semana, porque ela precisava de dinheiro para ir para a Disneylândia. Edward finalmente joga-a para fora de seu carro e vai embora. O filme foi roteirizado para acabar com Vivian e sua amiga prostituta no ônibus para Disneyland. Essas características, consideradas pela produtora Laura Ziskin a ser prejudicial para a representação de outra forma simpática dela, foram removidos ou incorporado na personagem amiga de Vivian, Kit. Estes "cortes nas cenas" foram encontrados em público, e alguns foram incluídos no DVD lançado no 15º aniversário do filme. A tal cena tem Vivian oferecendo Edward, "Eu poderia apenas pop ya bom e estar no meu caminho", indicando uma falta de interesse em "conversa de travesseiro". Em outra, ela é confrontada por traficantes de fora do The Blue Banana, e resgatada por Edward e Darryl.
Pretty Woman traz semelhanças com mitos Pigmaleão: particularmente com a peça de mesmo nome de George Bernard Shaw, que também serviu de base para o musical da Broadway, My Fair Lady. Foi então que o presidente da Disney Studio, Jeffrey Katzenberg, que insistiu que o filme deve ser re-escrita como um conto de fadas moderno com qualidades de uma história de amor, em vez de ser o drama sombrio que foi originalmente desenvolvido como. Foi lançado para Touchstone Pictures e re-escrito como uma comédia romântica. O roteiro original foi intitulado $3 000, no entanto, este título foi alterado porque os executivos da Touchstone pensaram que soou como um título para um filme de ficção científica. Foi também não confirmada referências ao filme That Touch of Mink, estrelado por Doris Day e Cary Grant.

### Elenco
O processo de seleção de elenco de Pretty Woman foi um processo bastante demorado. Marshall tinha inicialmente considerado Christopher Reeve, Daniel Day-Lewis, e Denzel Washington para o papel de Lewis, e Al Pacino recusou-se.[carece de fontes?] Pacino chegou a fazer uma leitura de elenco com Roberts antes de rejeitar o papel. Gere concordou com o projeto. Alegadamente, Gere começou muito mais ativo em seu papel, mas Garry Marshall levou-o de lado e disse: "Não, não, não. Richard. Neste filme, um de vocês se move e um de vocês não. Adivinha qual deles você é?"[carece de fontes?]
Julia Roberts não era a primeira escolha para o papel de Vivian, e não foi procurada pela Disney. Muitas outras atrizes foram consideradas no momento. Marshall originalmente concebido Karen Allen para o papel. Quando ela recusou, ele foi para muitas atrizes mais conhecidas da época, incluindo Molly Ringwald, que ela recusou porque ela se sentiu desconfortável com o conteúdo do script, e não gostou da ideia de interpretar uma prostituta. Winona Ryder, um empate de bilheteria popular na época, fez o teste, mas foi recusada porque Marshall sentia que ela era "muito jovem". Jennifer Connelly também foi demitida pelo mesmo motivo.
Meg Ryan, que foi uma escolha superior de Marshall, recusou. De acordo com uma nota escrita por Marshall, Mary Steenburgen foi a primeira escolha para interpretar Vivian. Michelle Pfeiffer virou o papel para baixo também, porque ela não gostou do "tom" do script. Daryl Hannah também foi considerada, mas rejeitou o papel, porque ela acreditava que era "degradante para as mulheres". Valeria Golino também recusou achando que o filme poderia não trabalhar com seu sotaque italiano. Jennifer Jason Leigh tinha feito o teste para o papel, mas depois decidiu não fazer o filme depois de ler o roteiro, porque ela sentiu que era sexista.
Quando todas as outras atrizes recusou o papel, Julia Roberts, 21 anos, que era relativamente desconhecida na época, com exceção de seu desempenho indicado ao Oscar pelo filme Steel Magnolias (1989), ganhou o papel de Vivian. Desempenho de Roberts fez dela uma estrela.

### Filmagens
O orçamento de Pretty Woman foi substancial; portanto, os produtores poderiam gravar em muitos locais no orçamento estimado do filme de US$ 14 milhões. A maior parte do filme foi rodado em locações em Los Angeles, Califórnia, especificamente em Beverly Hills, e dentro de estúdios Walt Disney Studios, em Burbank. O restaurante escargot chamado "The Voltaire" foi filmado no restaurante "Rex", agora chamado de "Cicada". As filmagens do lobby do Beverly Wilshire Hotel foram gravados no Hotel Ambassador, em Los Angeles. As filmagens começaram em 24 de julho de 1989, mas foi imediatamente afetada por inúmeros problemas, incluindo problemas com o espaço e o tempo. Isto incluiu a Ferrari e o Porsche, que haviam recusado a oportunidade da colocação de seus produtos que Edward dirigia, porque os fabricantes não queriam ser associados com solicitação de prostitutas. Lotus Cars viu o valor colocação com tal grande filme. Esta empresa forneceu um Silver 1989.5 Esprit SE (que mais tarde foi vendido). Esta aposta valeu a pena como as vendas da Lotus Esprit triplicaram durante 1990-91.[carece de fontes?]
Gravação foi uma experiência que foi indo geralmente ao agradável e fácil para os envolvidos, o orçamento do filme foi amplo e o cronograma de filmagem não era apertado. Durante a filmagem da cena em que Vivian está caída no chão da cobertura de Edward, assistindo reprises de I Love Lucy, a fim de realizar uma verdadeira risada, Garry Marshall teve que fazer cócegas nos pés de Roberts (fora do alcance da câmera) para levá-la a rir tão histericamente, que é apresentado no filme. Da mesma forma a cena em que Gere brinca em encaixar a tampa de uma caixa de jóias em Roberts nos dedos foi improvisado por Gere, e Roberts surpreendeu por sua risada ser genuína, enquanto o vestido usado por Roberts na cena que é considerado um dos vestidos mais inesquecíveis de todos os tempos.
Richard Gere só aceitou de fato fazer o filme após conhecer pessoalmente Julia Roberts.[carece de fontes?] A ópera que "Edward" e "Vivian" assistem é La Traviata, em que uma prostituta se apaixona por um homem rico. Para interpretar o papel Julia Roberts precisou conviver com algumas garotas de programa.[carece de fontes?] Durante a cena em que Roberts canta Prince na banheira e afunda para baixo e molhando a cabeça sob as bolhas, Roberts se aproximou e abriu os olhos e viu que todos saíram, exceto o operador de câmara, que tem a gravalça. Além disso, durante a cena da tomada de amor entre Roberts e Gere, Roberts ficou tão nervosa que uma veia apareceu visivelmente fora na testa. Ela também desenvolveu um caso de urticária, e loção de calamina foi usado para limpá-los até que a fotografia poderia recomeçar. A filmagem foi concluída em 18 de outubro.

### Marketing
Nos Posters de divulgação do filme, o corpo que aparece não é da atriz Julia Roberts e sim, da duble de corpo Shelley Michelle. A mesma duble é utilizada em alguma cenas do filme.

## Recepção

### Bilheterias
Em sua semana de estreia, Pretty Woman abriu em primeiro lugar nas bilheterias americanas, com US$ 11 280 591 e uma média de US$ 8 513 por cinema. Apesar da queda do filme para o segundo lugar, em seu segundo fim de semana, o filme arrecadou mais em seu segundo fim de semana, arrecadando US$ 12 471 670. Manteve-se no primeiro lugar nas bilheterias, durante quatro semanas não-consecutivas e no top dez por 16 semanas. O filme já arrecadou US$ 178 406 268 nos Estados Unidos e US$ 285 milhões em outros países para um bruto mundial total de US$ 463 406 268. Foi também o quarto filme de maior bilheteria do ano nos Estados Unidos e a terceira maior bilheteria mundial.

### Resposta da crítica
O filme recebeu críticas mistas dos críticos. Rotten Tomatoes relata que 62% de 55 críticos de cinema deram ao filme uma revisão positiva, com uma avaliação média de 5,7 dos 10. Metacritic, que atribui uma pontuação média ponderada de 100 a opiniões de críticos convencionais, que dá ao filme uma pontuação de 51 com base em 17 comentários.
Owen Gleiberman do Entertainment Weekly deu ao filme um D, afirmando que o filme "começa como uma comédia neo-Pigmalião" e com "sua heroína resistente-prostituta, ela pode funcionar como uma versão feminista de uma princesa fantasia de luxo". Gleiberman também disse que "finge ser sobre como o amor transcende o dinheiro" e que "é realmente obcecado com símbolos de status". No vigésimo aniversário do filme, Gleiberman escreveu outro artigo explicando sua revisão, em última análise, dizendo que embora ele sentiu que ele estava certo, ele teria dado um B hoje.  Carina Chocano do The New York Times disse que o filme "não era uma história de amor, a história era dinheiro. Sua lógica dependia de uma desconexão entre o personagem e narrativa, entre imagem e significado, entre dinheiro e valor, e isso não o tornou uma incompetência tradicional, mas bem pós-moderna".

### Principais prêmios e indicações
Oscar 1991 (EUA)
- Recebeu uma indicação na categoria de Melhor Atriz (Julia Roberts).

Globo de Ouro 1991 (EUA)
- Venceu na categoria de Melhor Atriz - Comédia / Musical (Julia Roberts).
- Recebeu mais três indicações, nas categorias de Melhor Filme - Comédia / Musical, Melhor Ator - Comédia / Musical (Richard Gere) e Melhor Ator Coadjuvante (Hector Elizondo).

BAFTA 1991 (Reino Unido)
- Indicado nas categorias de Melhor Atriz (Julia Roberts), Melhor Figurino, Melhor Filme e Melhor Roteiro Original.

Prêmio César 1991 (La Nuit de Césars, França)
- Indicado na categoria de Melhor Filme Estrangeiro.

## Música
Pretty Woman é conhecido por suas seleções musicais e trilha sonora de enorme sucesso. O filme apresenta a música "Oh, Pretty Woman", de Roy Orbison, que inspirou o título do filme. A canção "It Must Have Been Love" da banda Roxette chegou ao número 1 na Billboard Hot 100 em junho de 1990. A trilha sonora também apresenta o "King of Wishful Thinking", de Go West (álbum), "Show Me Your Soul" pelos Red Hot Chili Peppers, "No Explanation", de Peter Cetera, "Wild Women Do", de Natalie Cole e "Fallen", de Lauren Wood. A trilha sonora ganhou três vezes o certificado de platina pela RIAA.
A ópera destaque no filme é La Traviata, que também serviu de inspiração para o enredo do filme. O fragmento ária altamente dramática que é repetida no filme é a partir da extremidade de "Dammi tu forza!" ("Dá-me forças!") da ópera. A peça para piano que o personagem de Richard Gere interpreta no lobby do hotel foi composta e executada por Gere. Julia Roberts canta a música "Kiss" de Prince, enquanto o personagem de Richard Gere está no telefone. A música de fundo é composta por James Newton Howard. Intitulado "He Sleeps/Love Theme", esta composição para piano é inspirado em "Racing in the Street" de Bruce Springsteen.

### Trilha sonora
A trilha sonora foi lançada em 14 de fevereiro de 1990 e contou com algumas canções anteriores e próximas dos anos 90. O filme promoveu a música "It Must Have Been Love", da banda Roxette, que se tornou um fenômeno nas rádios de todo o mundo.
Lista de faixas
| N.º            | Título                                                           | Duração |  |
| 1.             | "Wild Women Do" (realizada por Natalie Cole)                     | 4:06    |  |
| 2.             | "Fame '90" (realizada por David Bowie)                           | 3:36    |  |
| 3.             | "King of Wishful Thinking" (realizada por Go West (banda))       | 4:00    |  |
| 4.             | "Tangled" (realizada por Jane Wiedlin)                           | 4:18    |  |
| 5.             | "It Must Have Been Love" (realizada por Roxette)                 | 4:17    |  |
| 6.             | "Life in Detail" (realizada por Robert Palmer)                   | 4:07    |  |
| 7.             | "No Explanation" (realizada por Peter Cetera)                    | 4:19    |  |
| 8.             | "Real Wild Child (Wild One)" (realizada por Christopher Otcasek) | 3:39    |  |
| 9.             | "Fallen" (realizada por Lauren Wood)                             | 3:59    |  |
| 10.            | "Oh, Pretty Woman" (realizada por Roy Orbison)                   | 2:55    |  |
| 11.            | "Show Me Your Soul" (realizada por Red Hot Chili Peppers)        | 4:20    |  |
| Duração total: | Duração total:                                                   | 43:36   |  |